# Улица Анны Ахматовой (Киев)
Улица Анны Ахматовой (укр. вулиця Анни Ахматової) находится в Дарницком районе города Киева, жилой массив Позняки. Пролегает от улицы Ревуцкого до Днепровской набережной.
Примыкают улицы Драгоманова, Урловская и проспект Петра Григоренко.

## История

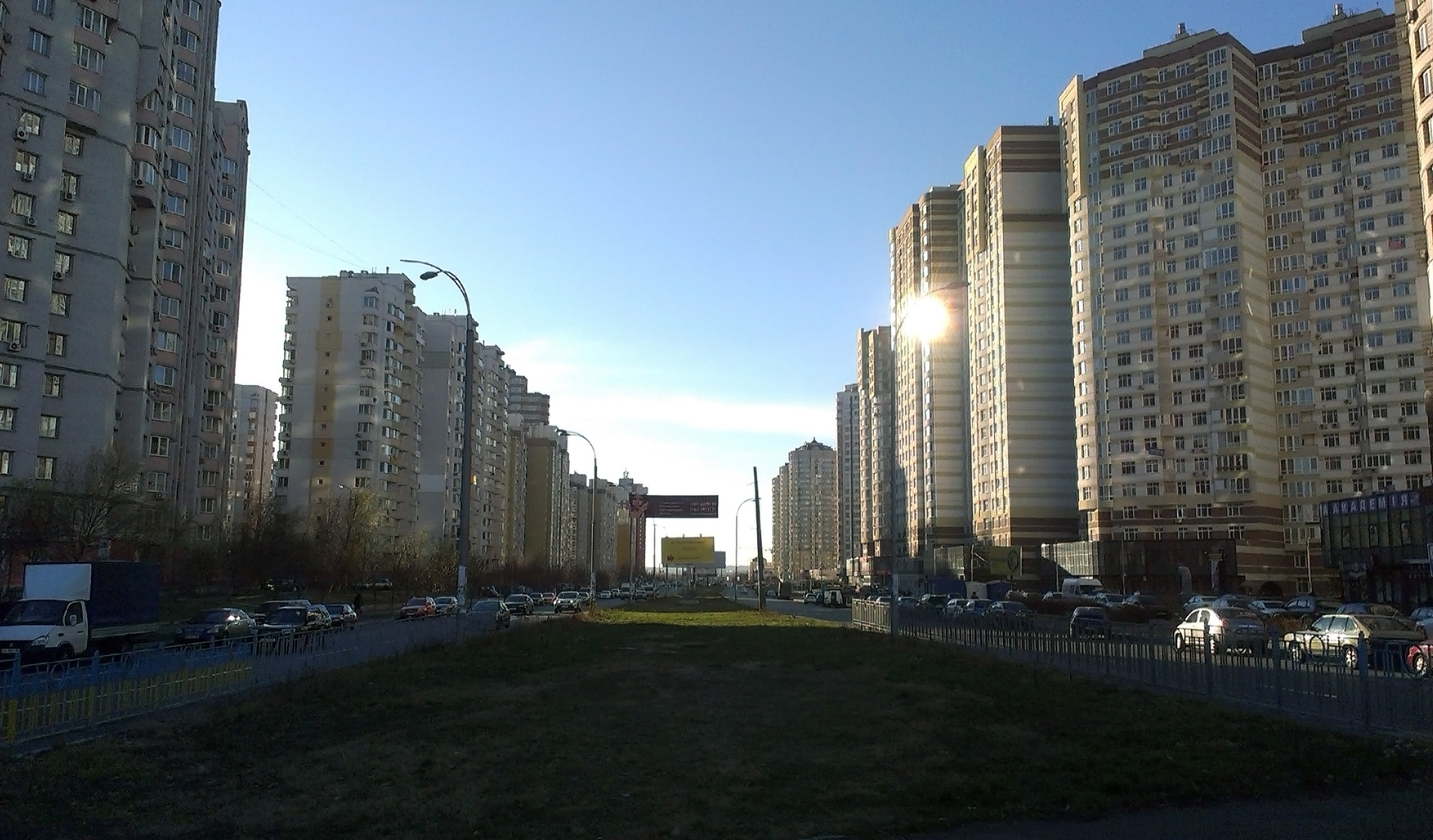
По направлению к Днепровской набережной

Улица возникла в 1989 году под названием 2-я Тростянецкая при строительстве жилого массива Позняки, на месте бывшего одноимённого посёлка. До 1989 года на месте современной улицы Анны Ахматовой частично пролегали улица и переулок Фонвизина, улица Владимира Маковского.
С 1990 года улица носит имя русской поэтессы Анны Ахматовой.
В 1989—1990 годах название улица Анны Ахматовой имела нынешняя улица Александра Кошица.